# فورتمبيرغ-بادن
فورتمبيرغ-بادن ولاية سابقه لجمهورية ألمانيا الاتحادية. تم تأسيسها عام 1945 من قبل قوات احتلال الولايات المتحدة، بعد أن تم تقسيم الولايات السابقة من بادن وفورتمبيرغ لتصل بين مناطق الاحتلال الأمريكي والفرنسي. كانت عاصمتها شتوتغارت. في عام 1952، اندمجت فورتمبيرغ-بادن مع فورتمبيرغ-هوهنزولرن وبادن الجنوبية، وأصبحت حاليًا تحت مسمى ولاية بادن فورتمبيرغ.